# Simone de Beauvoir-prijs
De Simone de Beauvoir-prijs (Prix Simone de Beauvoir pour la liberté des femmes) is een Franse prijs die sinds 2008 jaarlijks wordt uitgereikt aan personen die zich volgens de jury onder leiding van Julia Kristeva hebben ingezet voor het verbeteren van de positie van vrouwen in de wereld.   
De prijs is vernoemd naar Simone de Beauvoir en werd in januari 2008 in het leven geroepen bij de honderdste geboortedag van De Beauvoir. 

## Prijswinnaars
- 2008 - Taslima Nasreen en Ayaan Hirsi Ali
- 2009 - De campagne voor vrouwenrechten One Million Signatures in Iran.
- 2010 - Ai Xiaoming en Guo Jianmei
- 2011 - Lyudmila Ulitskaya
- 2013 - Malala Yousafzai
- 2014 - Michelle Perrot
- 2015 - National Museum of Women in the Arts  in Washington
- 2016 - Guisi Nicolini, burgemeester van Lampedusa
- 2017 - Barbara Nowacka van de Poolse organisatie Sauvons les femmes
- 2018 - Aslı Erdoğan, Turkse schrijfster
- 2019 - Sara García Gross
- 2020 - Collectif 490 des Hors-la-loi du Maroc
- 2021 - Scholastique Mukasonga
- 2022 - La Maison des femmes de Saint-Denis
- 2023 - Iraanse vrouwen strijdend voor de vrijheid
- 2024 - Marie-Paule Djegue Okri